# La Mure
La Mure este o comună în departamentul Isère din sud-estul Franței. În 2009 avea o populație de 5.122 de locuitori.

## Evoluția populației
| An        | 1975  | 1982  | 1990  | 1999  | 2006  | 2009  |
| --------- | ----- | ----- | ----- | ----- | ----- | ----- |
| Populație | 5.522 | 5.657 | 5.480 | 5.190 | 5.093 | 5.122 |